# Stambol kapija (Bělehrad)

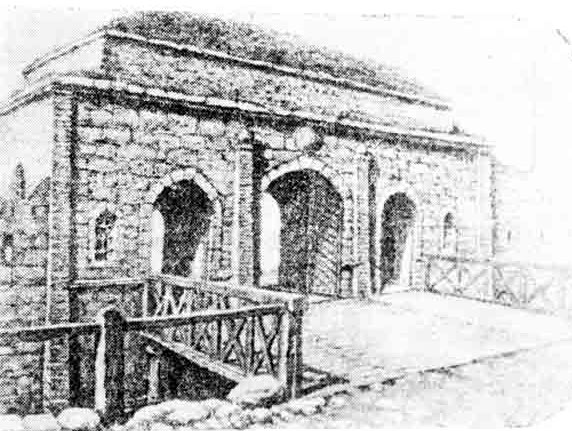
Dobová kresba brány.

Stambol kapija (v srbské cyrilici Стамбол Капија, česky doslova Cařihradská brána) byla jedna z bran Bělehradu, dle svého názvu u cesty, směřující do Cařihradu, resp. Istanbulu. Spolu s ní existovaly ještě tři historické brány (Sava kapija, Varoš kapija a Vidin kapija). Brána se nacházela na místě dnešního Národního divadla na Náměstí republiky. Zbořena byla v roce 1866 z rozkazu knížete Mihaila.
Ze všech čtyř bran byla Stambol kapija vybudována z nejpevnějšího zdiva. Bránu vybudovali Rakušané během své dvacetileté nadvlády nad Srbskem (1718-1739). Zbudována byla z tesaného kamene a cihel; nacházely se vní prostory pro vojáky, kteří zde vykonávali stráž. Brána měla z bočních stran dva průchody pro pěší a jeden velký průjezd pro povozy. Vrata byla z dubového dřeva zpevněného železnými pláty.
Před bránou se nacházelo pole, na kterém byli nabodáváni na kůl z rozhodnutí tureckých správců neposlušní obyvatelé Osmanské říše. Prostor před bránou i brána samotná proto byly pro srbské obyvatelstvo symbolem turecké nadvlády a nedlouho před formálním odtržením Srbska od Osmanské říše byla i v souvislosti s rozvojem srbské metropole stržena. O dva roky později byla zahájena na místě staré brány výstavba budovy Národního divadla.